# Neorumia
Neorumia is een geslacht van vlinders van de familie spanners (Geometridae), uit de onderfamilie Ennominae.

## Soorten
- N. gigantea Bartlett-Calvert, 1893
- N. gracilis Bartlett-Calvert, 1893
- N. lutea Bartlet-Calvert, 1893